# Wolfgang (film)
Wolfgang (în catalană Wolfgang (extraordinari)) este un film de comedie-dramă spaniol din 2025, regizat de Javier Ruiz Caldera, după un scenariu de Laia Aguilar, Carmen Marfà, Yago Alonso și Valentina Viso, bazat pe romanul lui Laia Aguilar. În rolurile principale sunt: Jordi Catalán, Miki Esparbé, Àngels Gonyalons, Berto Romero și Anna Castillo.

## Rezumat
După moartea subită a mamei sale, Ingrid, Wolfgang, un băiat autist cu un IQ excepțional, este nevoit să se mute la tatăl său, Carles. Wolfgang visează să devină pianist de excepție și să urmeze Academia Grimald din Paris, urmând astfel pașii mamei sale

## Distribuție
- Jordi Catalán ca Wolfgang[2]
- Miki Esparbé în rolul lui Carles[4]
- Àngels Gonyalons[2]
- Anna Castillo în rolul Miei[2]
- Berto Romero în rolul lui Paco[2]
- Nausicaa Bonnín ca Ingrid[2]

Carlos Cuevas și J.A. Bayona apar în scurte roluri cameo, interpretându-se pe ei înșiși.

## Producție
Filmul este o producție Nostromo Pictures, Lo Vi Films, Telecinco Cinema și Wolfgang Película AIE și a avut coproducția 3Cat și participarea Mediaset España, Movistar Plus+ și Mediterráneo Mediaset España Group. A fost filmat la Paris și Barcelona.

## Lansare
Filmul a fost lansat în cinematografele din Spania pe 14 martie 2025 de către Universal Pictures în 346 de cinematografe. A terminat pe primul loc în weekendul de deschidere, cu 657.000 de euro și 91.700 de bilete.

## Recepție
Pablo Vázquez de la Fotogramas a acordat filmului 3 din 5 stele, apreciind sinceritatea sa limpede, „care a plăcut publicului”, precum și utilizarea lui Carlos Cuevas ca glumă recurentă.
Quim Casas de la El Periódico de Catalunya a oferit filmului 3 din 5 stele, descriindu-l drept „o încercare atentă de a realiza un film dramatic și popular în limba catalană”.